# Maedi
Maedii (de asemenea Maidans, Maedans, sau Medi, Mezi), (greaca veche "Μαίδοι") au fost un trib trac  care, în vremuri istorice, au ocupat zona dintre Paionia și Tracia, la marginea de sud-vest din Tracia, de-a lungul cursului mijlociu al râului Strymon și cursul superior al râului Nestus, (azi în Bulgaria de sud-vest).  Capitala lor a fost Iamphorynna .

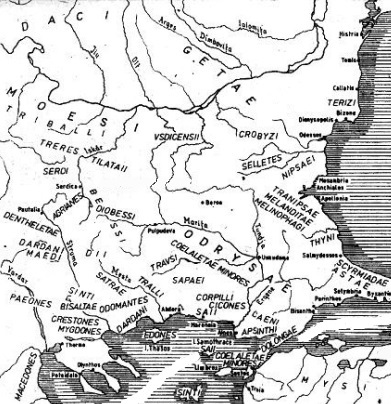
Triburile tracice şi tribul lui Spartacus, maedii

Ei au fost un trib independent  în cea mai mare parte a istoriei lor, iar regele trac Sitalkes a recunoscut independența lor, împreună cu alte câteva triburi războinice "de frontieră", cum ar fi dardanii, agrianii, și paionianii, ale căror terenuri au format o zonă tampon între puterea regatului Odrysian la est și de triburile ilire în vest, în timp ce Macedonia a fost localizată la sud de Paeonia. Istoricul și biograful Plutarh îl descrie pe Spartacus ca "un nomad de neam trac", referindu-se la medobitini. Plutarh, de asemenea, spune că Liana, soția  lui Spartacus a fost o prezicătoare din același trib și a fost înrobită odată cu el.
Un număr de maedi au emigrat în Asia Mică și au fost numiți medobitini. 